# Jurij Prokopjew
Jurij Nikołajewicz Prokopjew (ros. Юрий Николаевич Прокопьев, ur. 14 lipca 1932 w Niurbie, zm. 21 grudnia 2003 w Jakucku) – radziecki polityk, I sekretarz Komitetu Obwodowego KPZR w Jakucku (1982-1991), członek KC KPZR (1986-1990).
Ukończył Jakucki Instytut Pedagogiczny i Akademię Nauk Społecznych przy KC KPZR, kandydat nauk filologicznych. 1956-1960 sekretarz komitetu rejonowego Komsomołu, od 1958 członek KPZR, 1960-1966 sekretarz Komitetu Obwodowego Komsomołu w Jakucku i instruktor Komitetu Obwodowego KPZR w Jakucku, 1966-1967 młodszy pracownik naukowy Instytutu Języka, Literatury i Historii Jakuckiej Filii Syberyjskiego Oddziału Akademii Nauk ZSRR. 1967-1970 kierownik wydziału propagandy Komitetu Obwodowego KPZR w Jakucku, 1970-1978 sekretarz Komitetu Obwodowego KPZR w Jakucku, 1978-1982 I sekretarz Komitetu Miejskiego KPZR w Jakucku. Od czerwca 1982 do 23 sierpnia 1991 I sekretarz Komitetu Obwodowego KPZR w Jakucku, 1986-1990 członek KC KPZR. Deputowany do Rady Narodowości Rady Najwyższej ZSRR 10 i 11 kadencji, deputowany ludowy ZSRR.

## Odznaczenia
- Order Rewolucji Październikowej
- Order Czerwonego Sztandaru Pracy (dwukrotnie)
- Order „Znak Honoru”

I medale.